# La Joueuse de tympanon

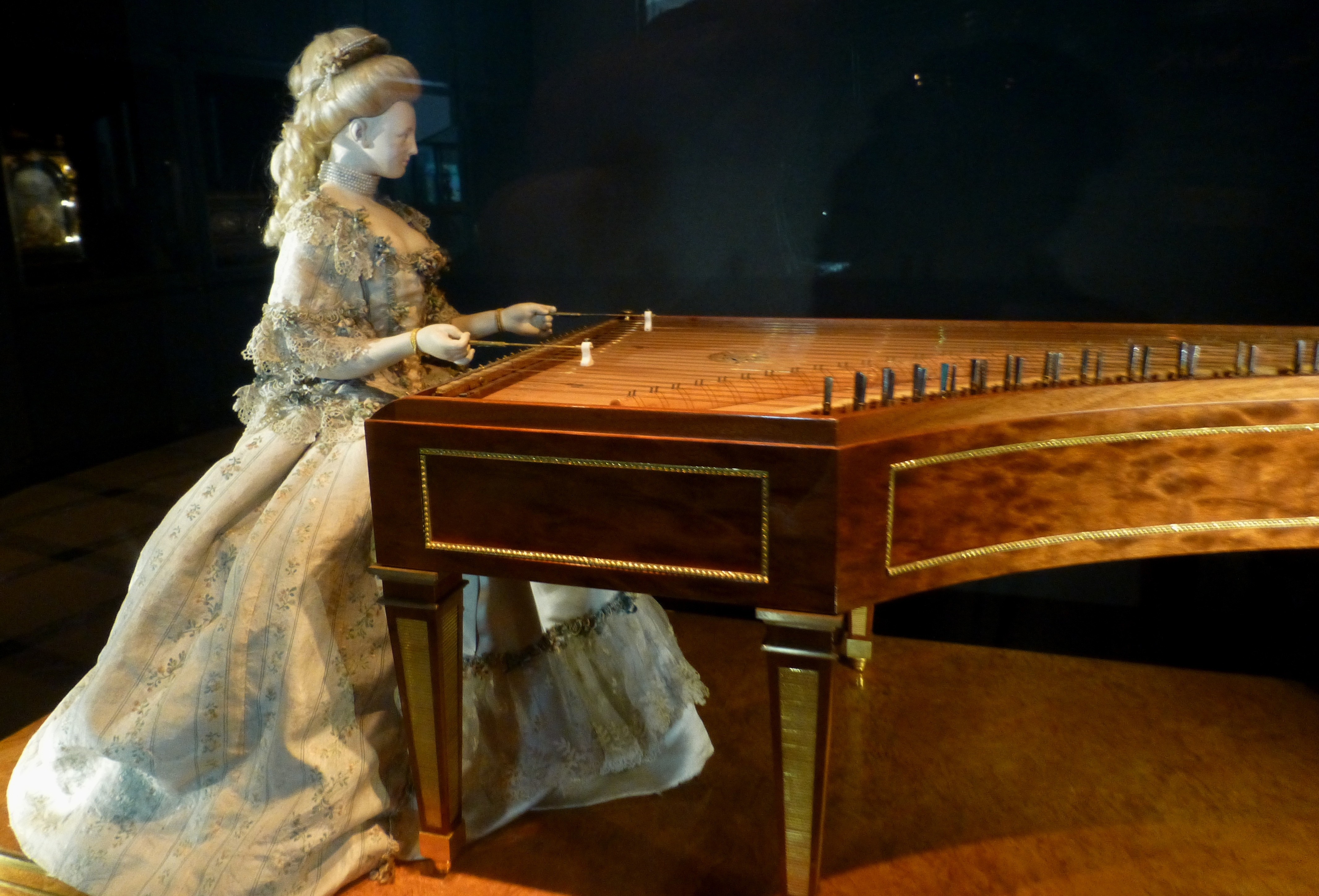
L'androide

La Joueuse de tympanon («La suonatrice di salterio» o «di tympanon») è un androide musicale costruito nel 1784 dall'orologiaio tedesco Peter Kinzing e dall'ebanista della regina Maria Antonietta David Roentgen. Considerata da alcuni un «apice» della tecnica dell'epoca, alla sua fabbricazione prese parte un centinaio di artigiani.
L'androide raffigura una giovane donna e suona automaticamente un tympanon agitando con le braccia due martelletti che percuotono le corde dello strumento. Di piccola taglia (18-20″), la figurina è seduta di fronte a un rifinito tavolo di legno sul quale poggia un tympanon. È governata da un cilindro in ottone azionato da una carica a molla. Il meccanismo è celato nel corpo della suonatrice e nel tavolo. Nel ruotare, il cilindro mette in moto delle camme che controllano il movimento delle braccia e della testa.
La Joueuse fu presentata a Versailles nel 1784 e acquistata l'anno seguente da Maria Antonietta, di cui sembra riprodurre la fisionomia. Si narra anzi che i suoi capelli fossero quelli della regina e che la stessa veste provenga da un abito del guardaroba di lei. Maria Antonietta la lasciò in dono all'Accademia francese delle scienze. Nel 1864 fu ceduta al Museo delle arti e dei mestieri di Parigi dove, restaurata da Robert-Houdin, si conserva tuttora.
L'androide è in grado di suonare otto pezzi, sette dei quali mai identificati e uno tratto da un'aria di Gluck.